# Konec milování
Konec milování je český němý film společnosti ASUM z roku 1913. Natočil jej ve své vile majitel ASUMu, režisér a architekt Max Urban společně s O. Štáflem.
Exteriéry byly natáčeny v pražské Stromovce, v Šárce, Choceradech a na Jílovišti. Stejně jako většina Urbanových filmů bylo i toto dílko napsáno pro jeho manželku, významnou českou herečku Andulu Sedláčkovou, a patří k zajímavějším filmům ASUMu. Snad vůbec v prvním českém filmu zde bylo použito filmového triku, když závěrečná scéna byla natočena s pomocí modelu auta v Českomoravské automobilce.

## Děj
Bohatá Irena se chce provdat za chudého zadluženého Freda. Ten dokonce nemůže ani zaplatit krejčímu a šoférovi. Zato však má milenku Lolottu. Když si Lollota přečte v novinách oznámení o Fredově zasnoubení, ztropí scénu. Fred jí však vysvětlí, že po sňatku s Irenou si Lollotu bude moci z Ireniných peněz lépe vydržovat. Irena se však o poměru svého Freda od přítelkyně dozví, zprvu tomu nechce vůbec věřit, ale když se v přestrojení dá najmout za Fredova řidiče, ujistí se o pravdě. Všichni tři jedou na společnou vyjížďku v autě, Irena stočí auto do srázu a při havárii zahynou.

## Obsazení
| Andula Sedláčková    | Irena                   |
| Miloš Vávra          | Fred                    |
| Jarmila Kronbauerová | Lolotta                 |
| Alois Sedláček       | rodinný přítel          |
| Otakar Štáfl         | notář                   |
| Ema Kronbauerová     | přítelkyně Ireny        |
| Růžena Havelská      | starší přítelkyně Ireny |
| Václav Nykysa        | šofér                   |